# إوزة كندية

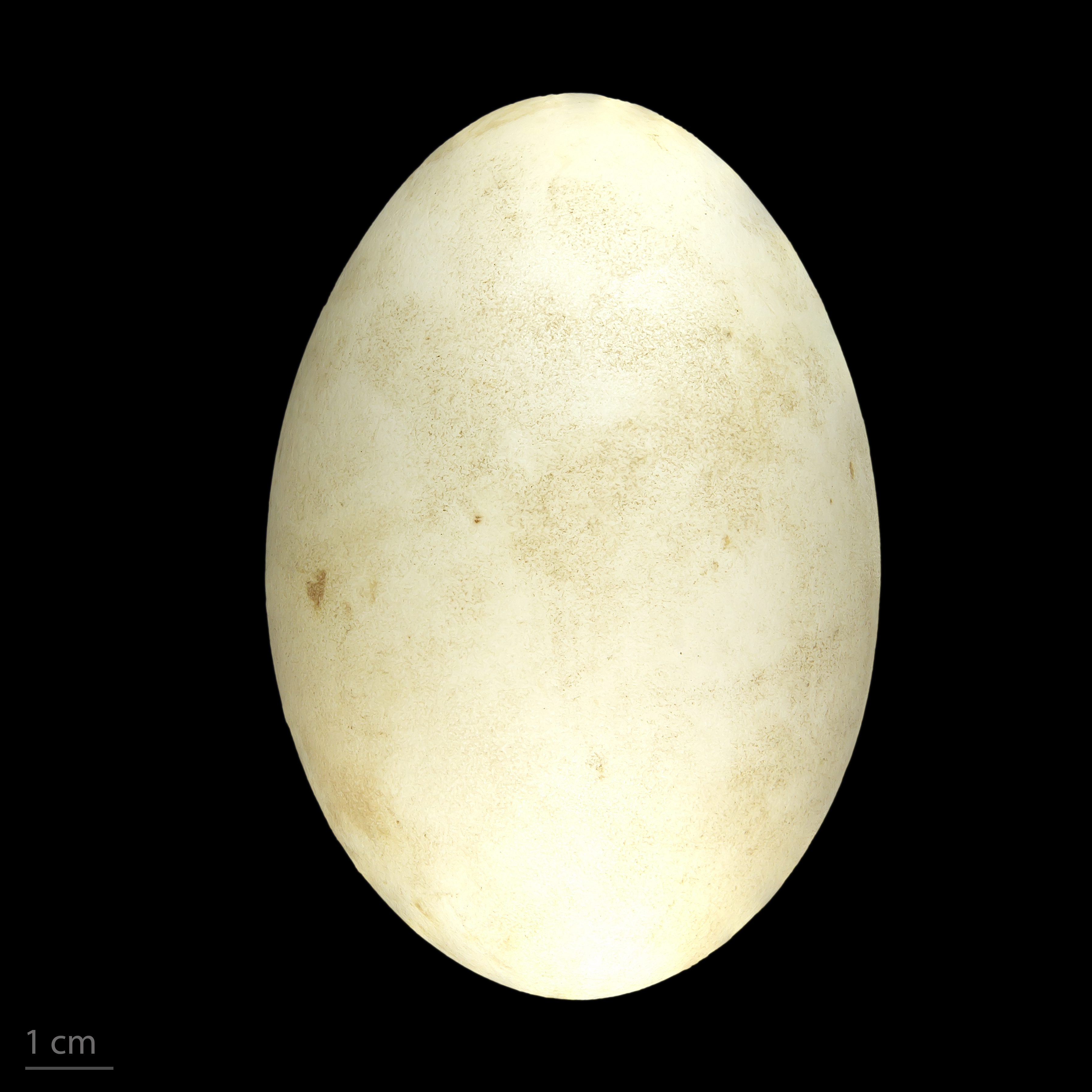
بيض الإوزة الكندية.

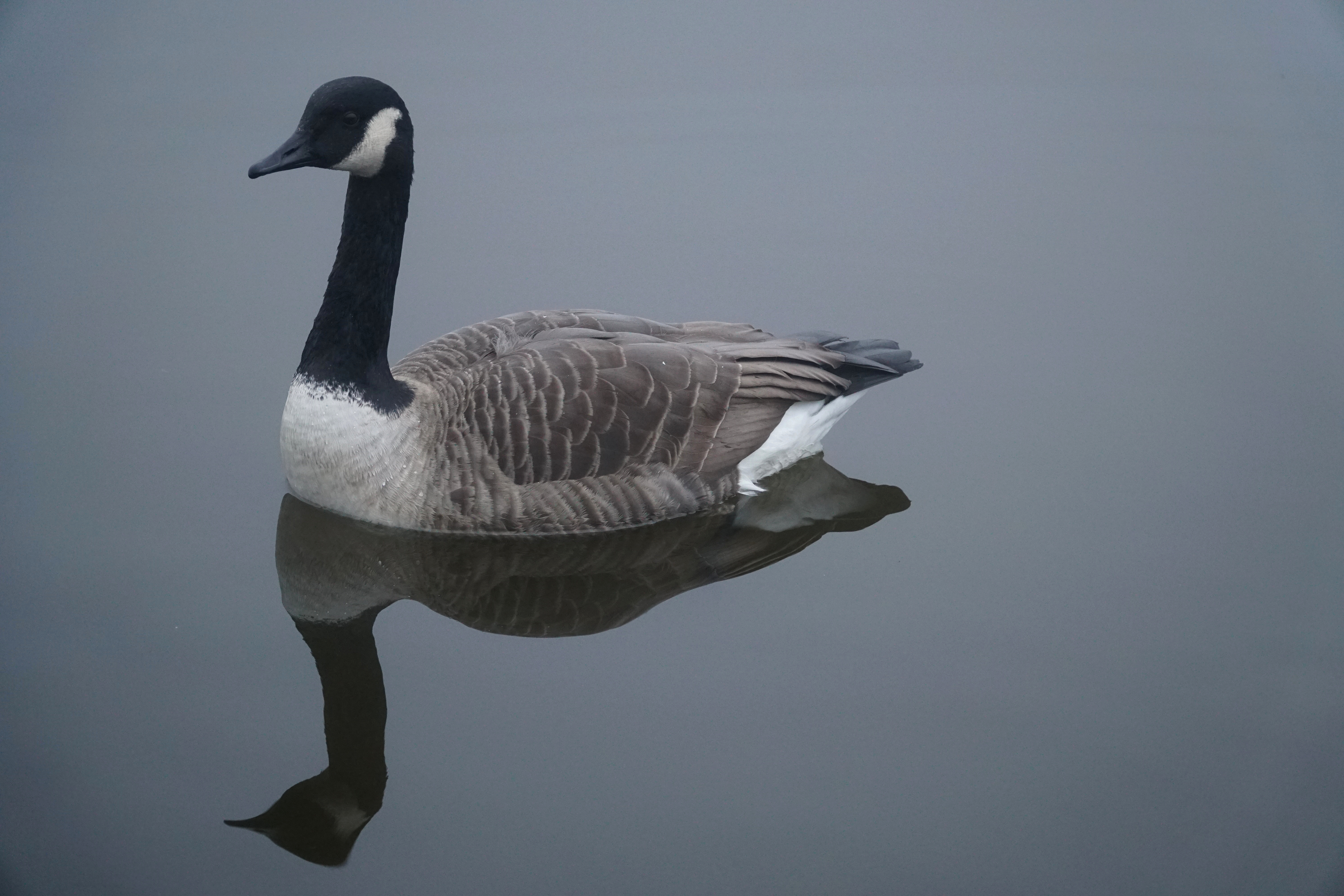
أوزة كندية في إدنبرة

```
أوزة كندا
 (
Branta canadensis
) هي نوع برّي كبير من 
الإوز
 ذات رأس وعنق سوداء اللون، ووجنتان بيضاوان، ومنطقة ما تحت الذقن بيضاء اللون، وجسمها بني اللون. It is native to the 
المنطقة القطبية الشمالية
 
ومناخ معتدلs
 of 
أمريكا الشمالية
، وعادة ما 
تهاجر
 عبر 
المحيط الأطلسي
 من 
أوروبا الشمالية
. تتواجد في مناطق 
المملكة المتحدة
، 
وجزيرة أيرلندا
، 
وفنلندا
، 
والسويد
، 
والدنمارك
، 
ونيوزيلندا
، 
واليابان
، 
وتشيلي
، 
والأرجنتين
 
وجزر فوكلاند
.
[
5
]
 مثل معظم الأوز، تنتمي أوزة كندا في الأساس إلى 
الحيوانات العاشبة
 وهي عادة مهاجرة. تميل إلى التواجد في 
المياه العذبة
 أو بالقرب منها.أنشأ الإوز الكندي مستعمرات تكاثر في الموائل الحضرية والمزروعة التي غيرها الإنسان، حيث يتوفر في الغذاء وبعض الحيوانات المفترسة الطبيعية. أدى نجاح هذه الأنواع في التوطّن في المناطق الحضرية إلى اعتبارها 
كائناً ضارّاً
 بسبب 
برازها
 وتخريب المحاصيل والضجيج الذي تسببه وسلوكها العدواني اتجاه الإنسان والحيوانات الأخرى، فضلاً عن عادتها في 
السعي وراء الغذاء
 
واستجداء الطعام
، وهذا الأمر الأخير كان نتيجة للسلوك البشري الداعي 
لعدم إطعام الحيوانات
.
```